# 華厳滝
華厳滝（けごんのたき）は、栃木県日光市にある、落差97メートルの滝。中禅寺湖から流れ出る大尻川（おおじりがわ）が、平常時の水量では幅7メートルにわたり岸壁を落下する。袋田の滝（茨城県）、那智滝（和歌山県）とともに「日本三名瀑」の一つとされる景勝地、観光地である。霧降の滝や裏見滝と合わせて日光三名瀑とも、湯滝や竜頭の滝と合わせて奥日光三名瀑とも言われ、日光・奥日光の三名瀑を合わせて日光五名瀑と称されることもある。
発見者は勝道上人と伝えられ、仏教経典の『華厳経』から名づけられたといわれる。華厳渓谷周辺では他に阿含滝、方等滝、般若滝、涅槃滝もあることから、五時の教判から、それらと同様に命名されたものと考えられている。

## 概要
大尻川は中禅寺湖からの唯一の流出河川であり、日光でも特に短い川の一つである。華厳滝を境に大谷川と名を変えるが、中禅寺湖口までを含めて大谷川と呼ぶこともある。
中禅寺湖の湖口には中禅寺ダムが設置されており、流出水量の調整においては、中禅寺湖岸や下流における洪水の防止や被害軽減、華厳の滝を含めた景観、大谷川の水力発電や生態系を考慮している。華厳の滝方向へと流す毎秒の水量は通常、昼間は毎秒1～2.5トン、夜間は約0.5トンとなるよう調整されている。
2018年10月には平成30年台風第24号の大雨の影響で毎秒55トンにもなった。
本流の他、滝の中段付近からは中禅寺湖から漏出した伏流水が表出し、十二滝と呼ばれる無数の滝が簾状に並んで流れ落ち、年中を通して涸れることがない。直下型の華厳滝と相まって、優れた景観を作りだしている。
滝の水量は極端に少なくなることもある。2023年秋の少雨による中禅寺湖の水位低下を受けて、2024年1月からは中禅寺ダムの昼間の毎秒放水量を平日は0.1トン、0.3トンに抑えている。滝の本流は背後の岸壁が見え、自然漏出である十二滝の水量を下回る状態で、夜間は水を止めている。
中禅寺湖は男体山の噴出物により形成された堰止湖であるため、華厳の滝周辺も地質的に非常に脆い。1935年（昭和10年）7月6日には岩盤が落下して滝壺間近にあった五郎平茶屋に直撃して4人が死亡する事故が起きた。
また、1986年（昭和61年）には滝口の一部が崩落したため、1990年（平成2年）から2007年（平成19年）にかけて、3期に分けて斜面崩壊対策事業が行われた。対策にあたっては滝周辺の景観・環境に配慮して、立坑を掘削し斜面の内側からロックアンカーを施工する工法が採用され人工構造物が斜面に露出しない施工が行われている。
滝付近の大谷川北岸には観光客向けの有料の華厳滝エレベーターが設置されており、エレベーターで降りた観瀑台からは滝壷を正面間近に見ることができる。また、エレベーターの駐車場がある渓谷北岸から見下ろす位置にも観瀑台が設けられているほか、第二いろは坂の中腹から明智平ロープウェイが通じている明智平から眺めることもできる。やや遠方にある明智平の展望台からは、中禅寺湖や男体山を滝と共に一望することができる。
1931年（昭和6年）には国の名勝に指定され（「華厳瀑および中宮祠湖（中禅寺湖）湖畔」）、2007年（平成19年）には日本の地質百選に選定された（「華厳の滝」）。

## 華厳渓谷
華厳滝の下流側には、大谷川に沿って華厳渓谷と呼ばれるV字谷が続いている。上記のように男体山の噴出物でできた谷は崩れやすく危険であることから、現代においては無断での立ち入りが禁じられているが、渓谷上流域や渓谷へと注ぐ支流の沢には阿含滝（あごんのたき）、涅槃滝（ねはんのたき）、白雲滝（しらくものたき）といった幾つかの滝がかかっている。なお白雲滝は明智平の展望台から華厳の滝の隣にその姿を、大谷川本流にかかる涅槃滝は華厳滝観瀑台の足元直下にその姿を見ることができる。
渓谷は、華厳滝と阿含滝が崩れやすい谷を浸食することによって形成されたといわれる。一説によれば、太古の華厳滝は800mほど下流にあったという。
かつて渓谷の上流域には遊歩道が設けられており、1950年代頃まではハイキングコースとして用いられ、古くは渓谷の途中には茶屋や、岩壁を登って白雲滝の観瀑台へと至る道などもあったという。現代においては、この旧遊歩道は渓谷内にある馬道発電所の管理用通路として用いられており、立ち入るには馬道発電所の許可が必要となっている。
渓谷の下流部は第一いろは坂となっており、この辺りからは大谷川支流にかかる方等滝（ほうとうのたき）、般若滝（はんにゃのたき）などの滝を見ることができる。渓谷は第一いろは坂と第二いろは坂の分岐・合流点である「馬返」と呼ばれる場所まで続いており、馬返という地名は奥日光地域が女人牛馬禁制であったことに由来している（詳細は「いろは坂」を参照）。

## 交通
日光駅・東武日光駅から東武バス日光「中禅寺温泉駅」下車 徒歩5分。

## 自殺の名所
1903年（明治36年）5月22日、一高生の藤村操がこの滝の付近にある樫の木を削り、「巌頭之感（がんとうのかん）」と題する遺書を残して、投身自殺した。この出来事や遺書は大きな話題となり、講師であった夏目漱石などにも影響を与え、その後、数年のうちに藤村に追随する自殺が相次いだため、自殺の名所という評判が立ってしまった。
ジャーナリストの阿部眞之助は、半世紀の間に数万人を飲み込んだと述べた。また、投身自殺があると捜索等で20万〜30万かかり、1日に1人、2人のペースで自殺があると毎日40万〜50万の出費があるため、町役場が滝に金網を設けたが、旅館での自殺者が相次ぐようになったため、業者が密かに自殺しやすいように金網を破ったと書いている。
なお、自殺の遺体は滝壺まで落下せず回収が困難となることがある。2019年（令和元年）の例では、9月1日に滝から60m下の岩場で遺体が発見されたが、現場へ到達できず、10月4日に周囲を通行止にしたうえで大型クレーンを数台現地に運び込み遺体回収が行われた。過去には、遺体収容費用として遺族に約300万円が請求されたケースがある。

## ギャラリー

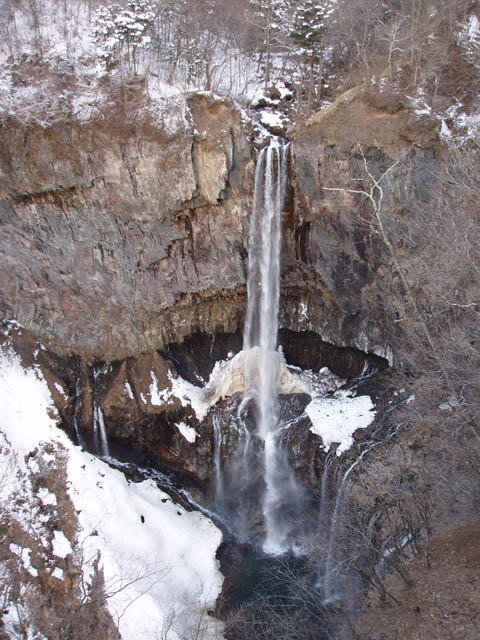
華厳滝 (2005年4月)
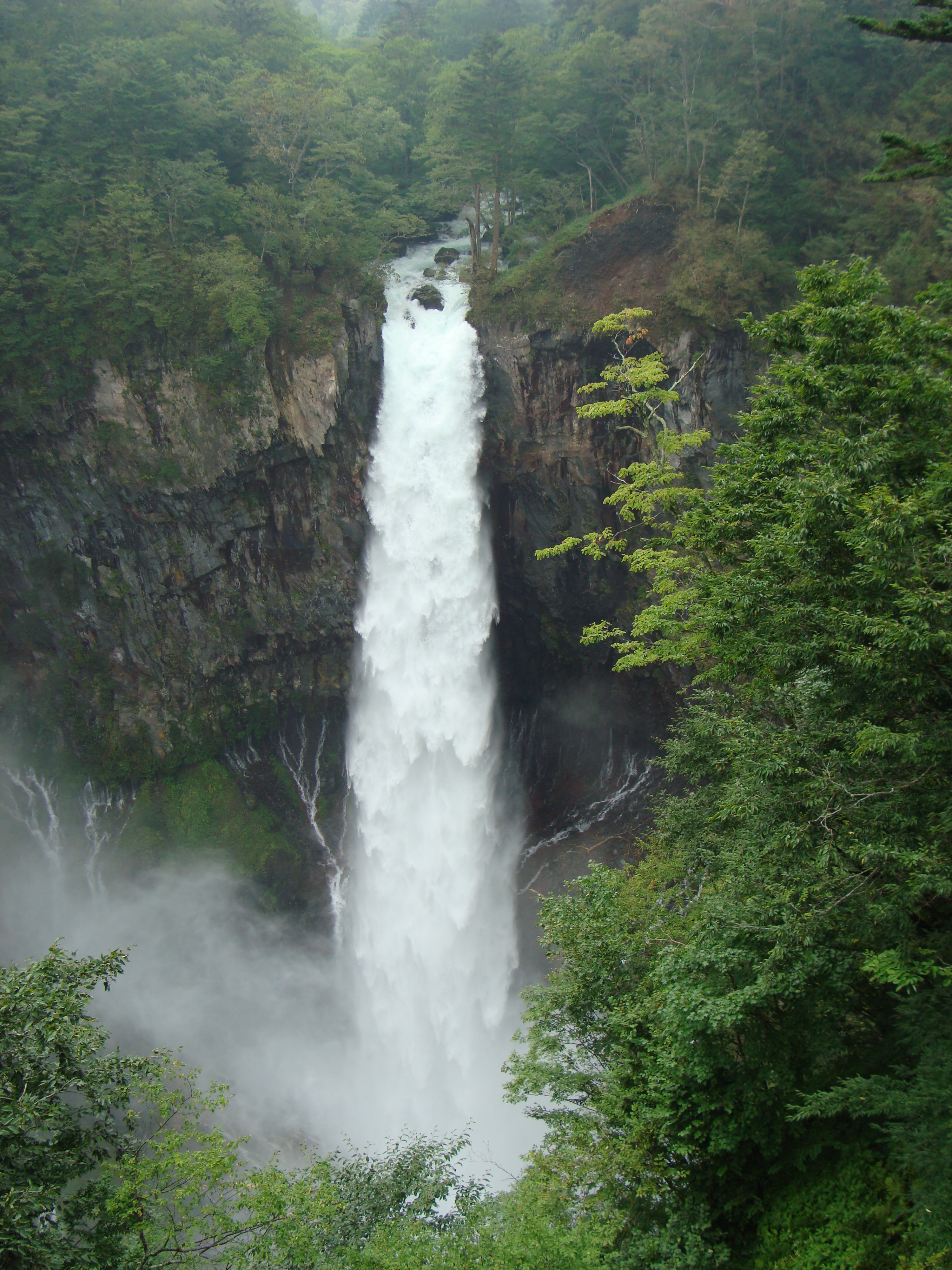
大雨による増水時 (2007年9月)
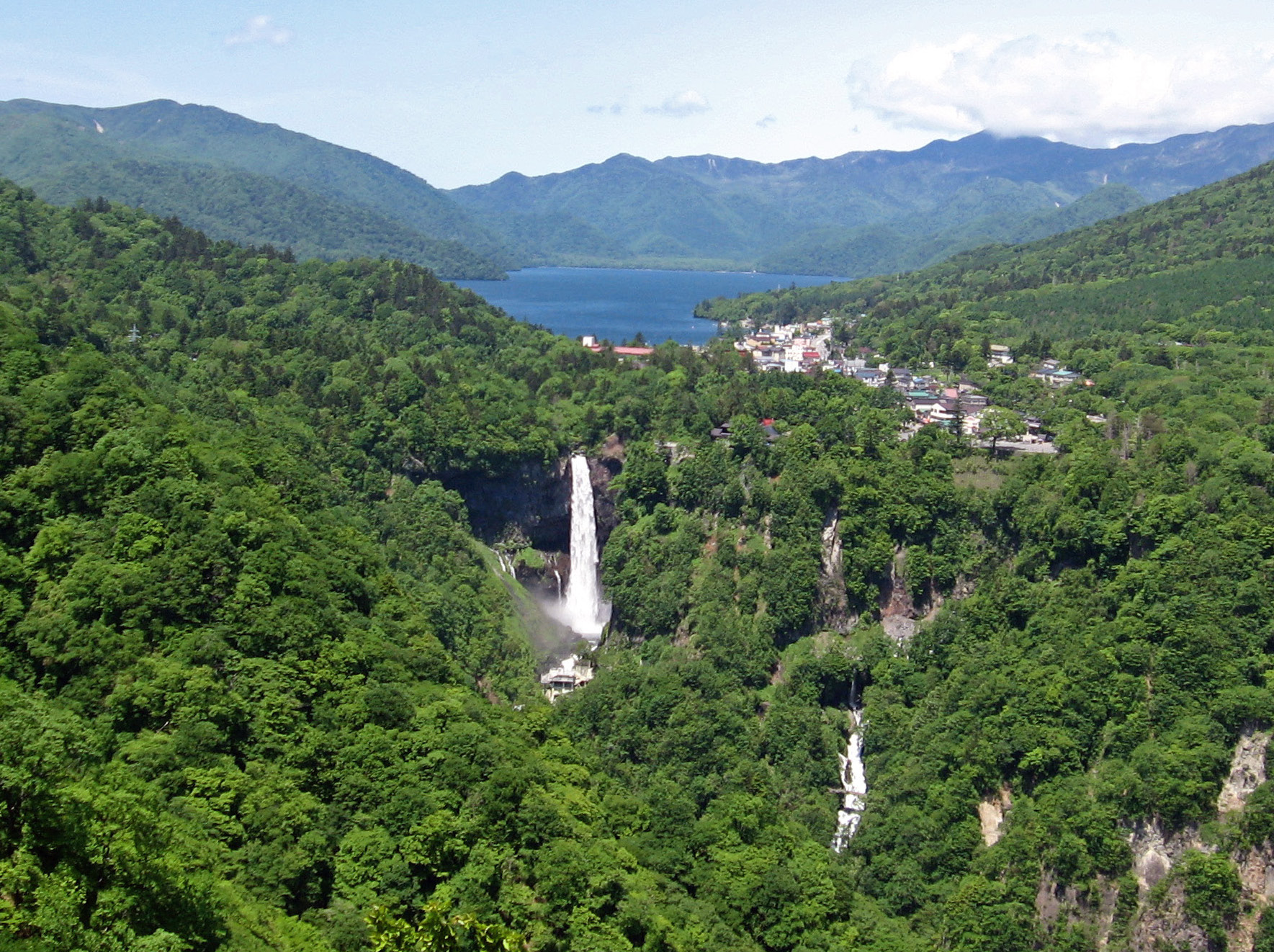
明智平から見た華厳滝。上の湖は中禅寺湖、右下の滝は白雲滝。
- 冬の華厳滝
(2025年1月)